# Bronx Open 2019
Bronx Open 2019 — професійний тенісний турнір, що проходив на кортах з твердим покриттям Центру Кері Лідс у Crotona Park у Бронксі (Нью-Йорк, США). Це був перший за ліком Bronx Open. Належав до серії International в рамках Туру WTA 2019. Тривав з 18 до 24 серпня 2019 року.

## Очки і призові

### Розподіл очок
| Дисципліна       | П   | Ф   | ПФ  | ЧФ | 1/8 | 1/16 | Q   | Q3  | Q2  | Q1  |
| Одиночний розряд | 280 | 180 | 110 | 60 | 30  | 1    | 18  | 14  | 10  | 1   |
| Парний розряд    | 280 | 180 | 110 | 60 | 1   | Н/Д  | Н/Д | Н/Д | Н/Д | Н/Д |

### Розподіл призових грошей
| Дисципліна       | П       | F       | ПФ      | ЧФ     | 1/8    | 1/16   | Q3     | Q2   | Q1   |
| Одиночний розряд | $43,000 | $21,400 | $11,300 | $5,900 | $3,310 | $1,925 | $1,005 | $730 | $530 |
| Парний розряд    | $12,300 | $6,400  | $3,435  | $1,820 | $960   | Н/Д    | Н/Д    | Н/Д  |      |

## Учасниці основної сітки в одиночному розряді

### Сіяні учасниці
| Країна    | Гравчиня             | Рейтинг1 | Сіяна |
| --------- | -------------------- | -------- | ----- |
| КНР       | Ван Цян              | 17       | 1     |
| Іспанія   | Карла Суарес Наварро | 29       | 2     |
| Чехія     | Барбора Стрицова     | 31       | 3     |
| КНР       | Ч Шуай               | 34       | 4     |
| Чехія     | Катерина Сінякова    | 38       | 5     |
| КНР       | Чжен Сайсай          | 39       | 6     |
| Казахстан | Юлія Путінцева       | 42       | 7     |
| Австралія | Айла Томлянович      | 46       | 8     |
| Білорусь  | Олександра Соснович  | 47       | 9     |
| Чехія     | Кароліна Мухова      | 48       | 10    |

- Рейтинг станом на 12 серпня 2019.

### Інші учасниці
Нижче наведено учасниць, які отримали вайлдкард на участь в основній сітці:
- Крісті Ан
- Бернарда Пера
- Коко Вандевей

Нижче наведено гравчинь, які пробились в основну сітку через стадію кваліфікації:
- Фіона Ферро
- Кая Канепі
- Магда Лінетт
- Анастасія Потапова
- Джил Тайхманн
- Чжу Лінь

Такі тенісистки потрапили в основну сітку як Щасливі лузери:
- Анна Блінкова
- Вікторія Голубич
- Лаура Зігемунд

### Відмовились від участі
- Деніелл Коллінз → її замінила  Вероніка Кудерметова
- Анна-Лена Фрідзам → її замінила  Ван Яфань
- Джоанна Конта → її замінила  Кароліна Мухова
- Анетт Контавейт → її замінила  Маргарита Гаспарян
- Марія Саккарі → її замінила  Катерина Козлова
- Карла Суарес Наварро → її замінила  Вікторія Голубич
- Айла Томлянович → її замінила  Анна Блінкова
- Даяна Ястремська → її замінила  Алісон ван Ейтванк
- Чжен Сайсай → її замінила  Лаура Зігемунд

### Знялись
- Анастасія Потапова (breathing difficulty)
- Чжу Лінь (травма лівої ноги)

## Учасниці основної сітки в парному розряді

### Сіяні пари
| Країна            | Гравчиня       | Країна            | Гравчиня                   | Рейтинг1 | Сіяна |
| ----------------- | -------------- | ----------------- | -------------------------- | -------- | ----- |
| Австралія         | Саманта Стосур | КНР               | Ч Шуай                     | 23       | 1     |
| Китайський Тайбей | Чжань Хаоцін   | Китайський Тайбей | Латіша Чжань               | 31       | 2     |
| Хорватія          | Дарія Юрак     | Іспанія           | Марія Хосе Мартінес Санчес | 69       | 3     |
| США               | Дезіре Кравчик | Польща            | Алісія Росольська          | 70       | 4     |

- 1 Рейтинг подано станом на 12 серпня 2019

### Інші учасниці
Нижче наведено пари, які отримали вайлдкард на участь в основній сітці:
- Крісті Ан /  Ваня Кінґ
- Сє Шувей /  Hsieh Yu-chieh

## Переможниці та фіналістки

### Одиночний розряд
- Магда Лінетт —  Каміла Джорджі, 5–7, 7–5, 6–4

### Парний розряд
- Дарія Юрак /  Марія Хосе Мартінес Санчес —  Маргарита Гаспарян /  Моніка Нікулеску, 7–5, 2–6, [10–7]